# Karl-Heinrich Lebherz
Karl-Heinrich Lebherz (* 6. Februar 1935 in Stuttgart) ist ein deutscher Kommunalpolitiker und ehemaliger Oberbürgermeister der Stadt Winnenden im Rems-Murr-Kreis in Baden-Württemberg sowie Ehrenbürger der Stadt Winnenden und der Partnerstadt Albertville, ehemaliger Regionalrat, Ehrenpräsident des Württembergischen Leichtathletikverbandes und Ehrenvorsitzender der Freien Wähler im Rems-Murr-Kreis.

## Leben
Lebherz wuchs in Oberrot im Landkreis Schwäbisch Hall auf. Nachdem er von 1951 bis 1957 eine Ausbildung im gehobenen Verwaltungsdienst absolviert hatte, war er Mitarbeiter der Stadt Backnang in verschiedenen Ämtern und persönlicher Mitarbeiter von OB Walter Baumgärtner. Von 1963 bis 1971 war er Hauptamtsleiter der Stadt Winnenden. Von 1971 bis 1978 bekleidete er das Amt des Ersten Beigeordneten der Stadt Winnenden und wurde am 23. Februar 1978 als parteiloser Kandidat zum Oberbürgermeister der Stadt Winnenden gewählt. Nach seiner Wiederwahl 1986 beendete er seine zweite Amtszeit mit dem Verzicht auf eine erneute Kandidatur 1994.
Während seiner Amtszeit als Hauptamtsleiter unterstützte er gemeinsam mit seiner Frau Else Lebherz maßgeblich die nach dem Élysée-Vertrag zwischen Deutschland und Frankreich vom 22. Januar 1963 als Ausdruck der engen Verbindung zwischen den Nachbarn und auf die Versöhnung beider Staaten zielende Initiative zur Gründung einer Städtepartnerschaft zwischen Albertville und Winnenden, die 1969 vom Rat der beiden Städte beschlossen wurde.
Als Erster Beigeordneter der Stadt Winnenden begleitete und koordinierte er die zwischen 1971 und 1974 im Zuge der baden-württembergischen Gemeindereform erfolgte Eingliederung von Baach, Birkmannsweiler, Breuningsweiler, Bürg, Hanweiler, Hertmannsweiler und Höfen. Bedingt durch das damit einhergehende Anwachsen der Einwohnerzahl auf über 20.000 wurde Winnenden 1973 zur Großen Kreisstadt erhoben.
Von 1994 bis 2004 war er Mitglied des Regionalverbandes und von 1996 bis 2003 Vorsitzender der Freien Wähler im Rems-Murr-Kreis e. V.
Nach dem Eintritt in den Ruhestand war er von 1993 bis 2004 Präsident des Württembergischen Leichtathletik-Verbandes. Als Vorsitzender des WLV gilt Karl-Heinrich Lebherz als Initiator des Stuttgart-Laufs, der seit 1994 einer der größten Volksläufe in Deutschland ist.
Im Jahr 2004 wurde der langjährige Oberbürgermeister der großen Kreisstadt Winnenden zum Ehrenpräsident des Württembergischen Leichtathletik-Verbandes ernannt.
Bei seinem Ausscheiden aus dem Amt des WLV-Präsidenten im März 2004 würdigte die damalige baden-württembergische Kultusministerin Dr. Annette Schavan das außergewöhnliche ehrenamtliche Engagement von Karl-Heinrich Lebherz mit der Staufer-Medaille in Gold, einer der höchsten Auszeichnungen des Landes Baden-Württemberg.
Darüber hinaus ist Karl Heinrich Lebherz mit zahlreichen weiteren hohen Auszeichnungen geehrt worden. So ist er Träger des Bundesverdienstkreuzes am Bande und des Bundesverdienstkreuzes erster Klasse, er hat die Ehrenbürgerwürde der Städte Winnenden und der Olympiastadt Albertville (Frankreich) erhalten und ist Ehrenmitglied zahlreicher Sportorganisationen (u. a. 2004 Ehrennadel in Gold der Deutschen Olympischen Gesellschaft und 2005 Ehrenmitgliedschaft im Württembergischen Landessportbund e.V (WLSB) sowie Ehrenpräsident des Württembergischen Leichtathletik-Verbandes (WLV)). Vom Deutschen Leichtathletik-Verband wurde Karl-Heinrich Lebherz mit dem Hanns-Braun-Ehrenpreis 2011 für seine Verdienste um die Leichtathletik ausgezeichnet. Als Gründungsmitglied der am 7. Juli 1969 gegründeten Björn-Steiger-Stiftung, die sich für einheitliche Notrufnummern, Notrufsäulen am Straßenrand, Luftrettung und viele weitere Projekte einsetzt, ist Lebherz heutiger Ehrenvorstand der Stiftung.
Er ist Ehrenmitglied bei der Freiwilligen Feuerwehr Winnenden und dem Förderverein Aktionsbündnis Amoklauf Winnenden und lebt im Stadtteil Schelmenholz von Winnenden.

## Auszeichnungen
- 1995: Ehrenbürger der Stadt Winnenden[14]
- 1988: Bundesverdienstkreuz am Bande
- Bundesverdienstkreuz Erster Klasse
- Staufermedaille des Landes in Gold
- Hanns-Braun-Ehrenpreis des DLV

## Schriften
- (als Mitwirkender): Backnanger Gschichdla. [Nr. 1]. Fr. Stroh Verlag, Backnang 2014, ISBN 978-3-927713-57-4.